# Isola Millerand
L'isola Millerand è un'isola situata al largo della costa di Fallières, nella Terra di Graham, in Antartide. L'isola, che ha un diametro di circa 6 km e che raggiunge i 969 m s.l.m., si trova in particolare circa 7 km a sud di capo Calmette, dove è separata dalla costa dal canale di Powell, dov'è presente anche l'arcipelago delle isole Debenham.

## Storia
L'isola Millerand è stata scoperta durante la seconda spedizione francese in Antartide comandata da Jean-Baptiste Charcot e svoltasi dal 1908 al 1911. Quest'ultimo scambiò tuttavia l'isola per un promontorio, che ribattezzò  come "capo Millerand" in onore del politico francese Alexandre Millerand. Diverse spedizioni seguenti, tra cui è la spedizione britannica nella Terra di Graham, condotta dal 1934 al 1937 al comando di John Riddoch Rymill, identificarono poi la vera natura dell'isola, scoprendo peraltro anche le isole Debenham, poste tra l'isola e la costa.

Il 17 agosto 1957, nella parte nord-orientale dell'isola è stato inaugurato il rifugio 17 de Agosto. Il rifugio, che è gestito dall'esercito argentino e che può ospitare fino a 4 persone impegnate in ricognizioni nelle zone circostanti, dipende logisticamente dalla base Generale San Martín, sita a circa 5 km di distanza, sull'isola Barry.